# Joost Marsman
Joost Marsman (Zwolle, 21 november 1974) is een Nederlandse zanger, liedjesschrijver en copywriter.

## Carrière
Marsman is zanger van de Groningse band I.O.S., eerder bekend onder de naam Is Ook Schitterend. De band werd bekend met hits als Voltooid Verleden Tijd, Altijd wel iemand en Uit de schaduw. Ook is hij al ruim 20 jaar actief in de reclamewereld als copywriter en merkstrateeg.  
Naast de teksten voor zijn band IOS schrijft Marsman liedjes voor en met diverse Nederlandse artiesten, zoals André Hazes jr., Leonie Meijer, Tim Akkerman, Jeroen van der Boom, Do, Kinderen voor Kinderen, Roxeanne Hazes, Suzan en Freek, Trijntje Oosterhuis en Waylon. Voor die laatste scheef en produceerde Marsman samen met IOS-gitarist Sander Rozeboom in 2021 het Nederlandstalige album Gewoon Willem.
IOS stopt eind 2009. In 2011 brengt Joost Marsman een solo-album uit, Waar liefde begint. Daarna richt hij zich voornamelijk op het schrijven voor anderen en zijn freelance-werk als copywriter. In 2019 start hij met twee compagnons Soul Kitchen, een communicatiebureau gespecialiseerd in branding en contentmarketing.
Op 1 oktober 2023 maakt Marsman in de talkshow Renze bekend dat IOS met nieuw werk komt.

## Discografie

### Albums
| Album              | Verschijnen   | Label        | Hitlijsten | Hitlijsten | Opmerkingen |
| Album              | Verschijnen   | Label        | NL         | NL         | Opmerkingen |
| Album              | Verschijnen   | Label        | Piek       | Weken      | Opmerkingen |
| ------------------ | ------------- | ------------ | ---------- | ---------- | ----------- |
| Waar liefde begint | 22 april 2011 | Eigen beheer | 39         | 2          | Studioalbum |

### Nummers met notering(en) in een hitlijst
| Lied                                        | Verschijnen     | Album                            | Hitlijsten  | Hitlijsten  | Hitlijsten   | Hitlijsten   |
| Lied                                        | Verschijnen     | Album                            | NL (Top 40) | NL (Top 40) | NL (Top 100) | NL (Top 100) |
| Lied                                        | Verschijnen     | Album                            | Piek        | Weken       | Piek         | Weken        |
| ------------------------------------------- | --------------- | -------------------------------- | ----------- | ----------- | ------------ | ------------ |
| Wacht tot ik bij je ben (met Leonie Meijer) | 1 februari 2013 | Luister maar (van Leonie Meijer) | tip6        | —           | 32           | 6            |

- MusicBrainz: 391838ad-2f9b-4446-81f8-7fdf0b0c23ff
- Nederlandse Thesaurus van Auteursnamen: 423287230
- Virtual International Authority File: 141156563469623241501